# Den Helder (watermolen)
Den Helder of Plekenpolsemolen is een voormalige dubbele onderslag koren- en olie watermolen aan de Boven-Slinge ten zuiden van Winterswijk in de Gelderse Achterhoek vlak bij buurtschap het Woold. Het is een rijksmonument.

## Geschiedenis
De vroegst bekende vermelding van de molen stamt uit 1303 toen de molen een onderdeel was van havezate Plekenpol. Eind 19e eeuw is de molen in het bezit van Jan Helder waarnaar de molen ook werd vernoemd Den Helder. In 1922 werd de molen middels een veiling verkocht aan Derk Jan Berenschot, eigenaar van Berenschot's Watermolen. In 1910 koopt de gemeente Winterswijk het complex, en richt er een zwembad in. Deze functie verloor het na de opening van het strandbad in 1933. Na de Tweede Wereldoorlog wordt er respectievelijk een ijssalon en later een restaurant in gevestigd. Voor zover bekend had de molen in 1980 nog een rad. In 2016 is de restauratie afgerond en is de watermolen weer werkzaam, zij het voor opwekking van elektriciteit. De gebouwen zijn sindsdien in gebruik als woning.